# María del Carmen García
Maica García Godoy (Sabadell, Barcelona, 17 de octubre de 1990) es una waterpolista española que juega en la posición de boya en el CN Sabadell de la División de Honor femenina y en la selección española.
Elegida mejor jugadora europea del 2014 por la LEN es campeona del mundo, campeona de Europa y doble subcampeona olímpica.

## Trayectoria
Formada en las categorías inferiores del CN Sabadell, ha desarrollado toda su carrera deportiva en este club con el que ha logrado todos los grandes títulos.
Con la selección española ha conseguido dos platas olímpicas en Juegos Olímpicos de Londres 2012. y en los Juegos Olímpicos de Tokio 2020. Se ha proclamado campeona del mundo en Barcelona 2013, Y 3 veces campeona de Europa en Budapest 2014, en Budapest 2020, y en Split 2022,

## Palmarés

### Selección española absoluta
- 7.ª clasificada en el Campeonato Mundial de Melbourne 2007
- Medalla de plata en el Campeonato Europeo de Málaga 2008
- 8.ª clasificada en el Campeonato Mundial de Roma 2009
- 6.ª clasificada en el Campeonato Europeo de Zagreb 2010
- 11.ª clasificada en el Campeonato Mundial de Shanghái 2011
- 5.ª clasificada en el Campeonato Europeo de Eindhoven 2012
- Medalla de plata en el Juegos Olímpicos de Londres 2012
- Medalla de oro en el Campeonato Mundial de Barcelona 2013
- Medalla de oro en el Campeonato Europeo de Budapest 2014
- 7.ª clasificada en el Campeonato Mundial de Kazán 2015
- 4.ª clasificada en el Campeonato Europeo de Belgrado 2016
- 5.ª clasificada en los Juegos Olímpicos de Río de Janeiro 2016
- Medalla de oro en los Juegos Mediterráneos de Tarragona 2018
- Medalla de bronce en el Campeonato Europeo de Barcelona 2018
- Medalla de plata en el Campeonato Mundial de Gwangju 2019.
- Medalla de oro en el Campeonato Europeo de Budapest 2020
- Medalla de plata en el Juegos Olímpicos de Tokio 2020
- 5ª clasificada en el Campeonato Mundial de Budapest 2022.
- Medalla de oro en el Campeonato Europeo de Split 2022
- Medalla de oro en la Superfinal de la Liga Mundial de Waterpolo de Tenerife 2022|| Santa Cruz
- Medalla de plata en el Campeonato Mundial de Fukuoka 2023.
- Medalla de plata en el Campeonato Europeo de Eindhoven 2024
- Medalla de bronce en el Campeonato Mundial de Doha 2024.

### Clubes
Competiciones nacionales
- Ligas de División de Honor (16): 2004/05, 2006/07, 2007/08, 2008/09, 2010/11, 2011/12, 2012/13, 2013/14, 2014/15, 2015/16, 2016/17, 2017/18, 2018/19, 2020/21, 2021/22 y 2022/23.
- Copas de la Reina (15): 2005, 2008, 2009, 2010, 2011, 2012, 2013, 2014, 2015, 2017, 2018, 2019, 2020, 2021 y 2023.
- Supercopas de España (12): 2009, 2010, 2011, 2012, 2013, 2014, 2015, 2016, 2017, 2018, 2020 y 2023.

Competiciones internacionales
- Copas de Europa (7): 2011,[11] 2013,[12] 2014,[13] 2016,[14] 2019,[15] 2023[16] y 2024.[17]
- Supercopas de Europa (4): 2013,[18] 2014,[19] 2016,[20] y 2023.[21]

Otras competiciones
- Copa Cataluña (13): 2009, 2010, 2011, 2012, 2013, 2014, 2015, 2016, 2017, 2018, 2019, 2020 y 2022.

### Premios Individuales
LEN:
- Mejor jugadora de Europa 2014

Campeonato de Europa:
- Jugadora Más Valiosa (MVP) del Campeonato de Europa de Budapest 2014.[22]

Copa de Europa:
- Jugadora Más Valiosa (MVP) de la Copa de Europa 2014.[cita requerida]

Liga:
- 6 veces, Jugadora Más Valiosa (MVP) de la Liga (2006-07, 2013-14, 2014-215, 2015-16, 2018-19 y 2022-23).[cita requerida]
- 2 veces, Máxima goleadora de la Liga (2007-08 y 2014-15).[cita requerida]

Copa de la Reina:
- 8 veces, Jugadora Más Valiosa (MVP) de la Copa de la Reina (2008-09, 2010-11, 2011-12, 2012-13, 2013-14, 2014-15, 2019-20 y 2020-21).[cita requerida]
- Máxima goleadora de la Copa de la Reina 2012.[cita requerida]

Supercopa de España
- 6 veces, Jugadora Más Valiosa (MVP) de la Supercopa de España (2010, 2012, 2013, 2014, 2016 y 2017).[cita requerida]

## Distinciones
- Medalla de Bronce de la Real Orden del Mérito Deportivo, otorgada por el Consejo Superior de Deportes (2013)[23]
- Medalla de Plata de la Real Orden del Mérito Deportivo, otorgada por el Consejo Superior de Deportes (2014)[24]